# オルフェウスの死
『オルフェウスの死』（オルフェウスのし、スペイン語: La muerte de Orfeo）1863年と1874年にエミール・ビンによって描かれた絵画。

## 主題
トラキア人の英雄オルフェウスの神話を主題としている。詩人オウィディウスは、古代ギリシアで女性たちの手によって殺害された詩人の死について記述した。
オルフェウスは妻エウリュディケーを取り戻すために冥府に行ったが、失敗して帰還した後、彼は何年もの間女性と親密になることを避けてきた。その女性たちは侮辱されたと思い、エウリュディケーへの嫉妬からオルフェウスを殺害した。
別の伝承では、オルフェウスがディオニューソスではなくアポローンを崇拝するようになり、これに激怒したディオニューソスが、マイナスたちにオルフェウスを殺させた。さらに、別の伝承では、オルフェウスは同性愛や児童性的虐待の容疑で処刑されたともされる。
女性たちによるオルフェウスの殺害は、神聖な王の処刑の前に行われる前期ヘレニズムの儀式の一部だったとも記述されている。

## 作品
オルフェウスは激怒したトラキアの女性たちによって襲撃され、彼女らにピッチフォークやトーチやその他の武器で攻撃されている。オルフェウスを攻撃している間、女性たちは高い声で歌うとともに彼の詩を沈黙させるために音楽を演奏し、目的を完遂させようとしている。地面には、オルフェウスの象徴であるリラやツィターがある。背後には死の襲撃の発端となった、ディオニューソスの神殿がある。

## その他の作品
この説話は、オルフェウスの詩の能力を説明するものと、彼が妻エウリュディケーを求めて冥府に降りるものと並び、彼の神話の三大要素の一つである。アルブレヒト・デューラーは、ビンの絵と同名のエングレービングの作品を1494年に制作した。フランスのアカデミック美術の画家エミール・レヴィ（1826年 - 1890年）も、1866年に同名の絵を描いている。

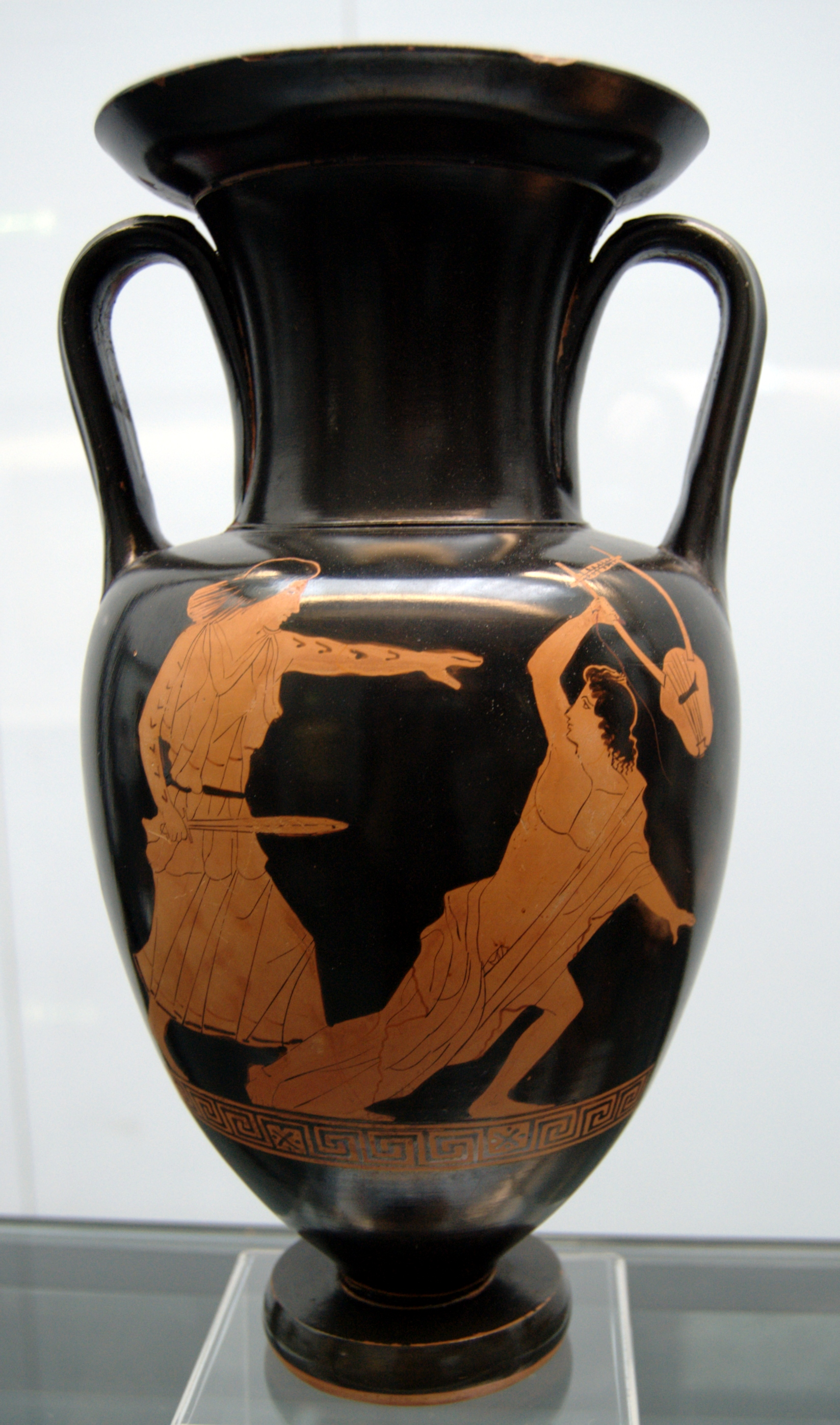
ノーラの赤絵式アンフォラ マイナスによるオルフェウスの殺害(紀元前440年)
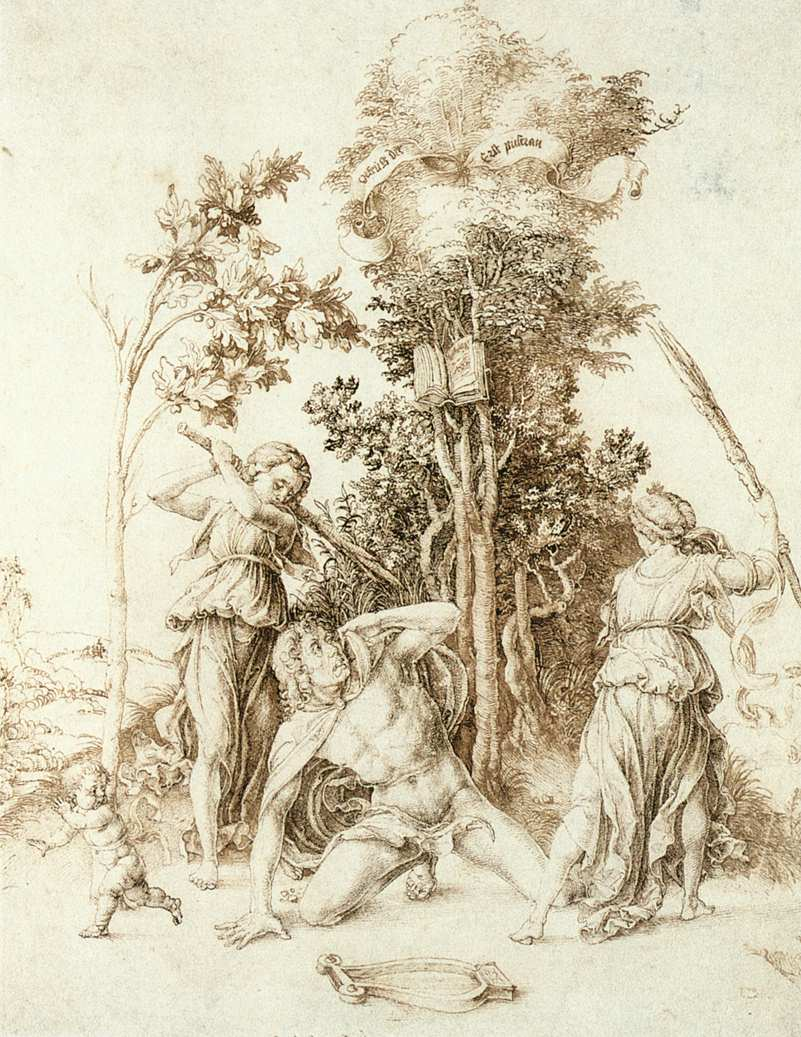
デューラーによるエングレービング
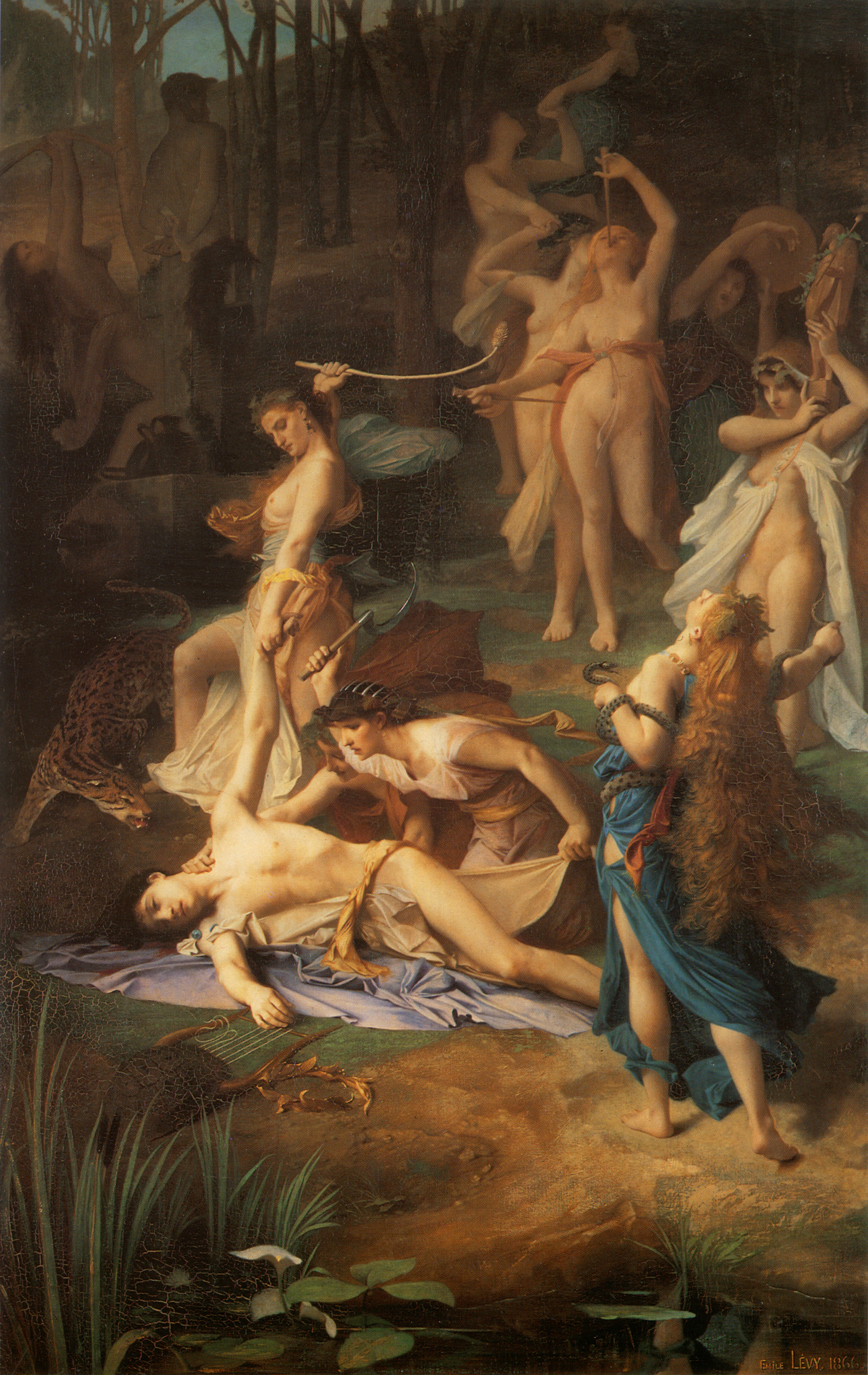
レヴィの絵画